# Sangihedvärguv
Sangihedvärguv (Otus collari) är en fågel i familjen ugglor inom ordningen ugglefåglar.

## Utbredning och systematik
Fågeln förekommer enbart på ön Sangihe norr om Sulawesi. Den beskrevs som ny för vetenskapen så sent som 1998.

## Status
Sangihedvärguven har ett mycket litet utbredningsområde, men beståndet anses vara stabilt. IUCN kategoriserar arten som livskraftig.

## Namn
Fågelns vetenskapliga artnamn hedrar Dr Nigel James Collar (född 1946), brittisk ornitolog och medförfattare till HBW & BirdLife International Illustrated Checklist of the Birds of the World 2014-2016.